# リケンテクノス
リケンテクノス株式会社（Riken technos Corporation.）は、東京都千代田区に本社を置く化学メーカーである。東京証券取引所プライム市場上場企業。

## 沿革
- 1951年 - 理研ビニル工業株式会社設立。
- 1955年 - 蒲田工場操業開始。
- 1961年 - 東京証券取引所2部に上場。
- 1968年 - 岡部工場（現・埼玉工場）操業開始。
- 1973年 - 三重工場操業開始。
- 1974年 - 東京証券取引所1部へ指定替え。
- 1995年 - 蒲田工場の生産部門を岡部工場・三重工場へ集約。
- 2001年 - 現社名に変更。
- 2005年 - 群馬工場操業開始。
- 2012年 - 三井化学ファブロ株式会社の全株式を取得し、リケンファブロ株式会社に商号変更。
- 2015年 - 9月に本社を御茶ノ水ワテラスタワーに移転。
- 2022年 - リケンファブロ株式会社を吸収合併[1]。

## 事業所
- 研究開発センター
  - 東京 東京都大田区
  - 埼玉 埼玉県深谷市
- 工場
  - 三重工場 三重県亀山市
  - 埼玉工場 埼玉県深谷市
  - 群馬工場 群馬県太田市

## 関連会社

### 国内
- 進興電線株式会社
- 株式会社協栄樹脂製作所
- リケンテクノスインターナショナル株式会社
- リケンケミカルプロダクツ株式会社

### 海外
- リケンタイランドカンパニーリミテッド（タイ）
- リケンエラストマーズタイランドカンパニーリミテッド（タイ）
- PT. リケンインドネシア（インドネシア）
- 上海理研塑料有限公司（中国）
- 理研食品包装（江蘇）有限公司（中国）
- 理元（上海）貿易有限公司（中国）
- リケンテクノスインターナショナルベトナムカンパニーリミテッド（ベトナム）
- リケンベトナムカンパニーリミテッド（ベトナム）
- リケンテクノスインターナショナルプライベートリミテッド（シンガポール）
- リケンテクノスインターナショナルコリアコーポレーション（韓国）
- リケンU.S.A.コーポレーション（米国）
- リムテックコーポレーション（米国）
- リケンエラストマーズコーポレーション（米国）
- リケンテクノスヨーロッパB.V.（オランダ）